# 山崎蒸溜所
山崎蒸溜所（やまざきじょうりゅうじょ、英語: Yamazaki Distillery）は、 大阪府三島郡島本町にあるサントリー所有のジャパニーズ・ウイスキーの蒸留所である。
日本初のモルトウイスキー蒸留所であり、同所の名前を冠した「山崎」の生産で知られるほか、単一のウイスキー蒸留所としては珍しく多彩な原酒を造り分けることで知られている。

## 歴史

### 背景
| 鳥井信治郎 |  | 竹鶴政孝 |
| 鳥井信治郎 |  | 竹鶴政孝 |

山崎蒸溜所を創設したのは寿屋（のちのサントリー）創業者の鳥井信治郎である。寿屋は1907年に「赤玉ポートワイン」を、1911年には「ヘルメスウイスキー」を発売して成功を収めており、1919年にはワインの古樽で数年の熟成を経た醸造アルコールを「トリスウイスキー」として発売したところ、瞬く間に完売した。このことを受けた鳥井は、日本人の味覚にあった本格的なウイスキーづくりを志向するようになっていった。そこで三井物産ロンドン支店に掛け合い、スコットランドから技術者を招聘しようとしたところ、知己であったムーア博士から竹鶴政孝を推薦された。
竹鶴政孝は醸造学を学んだのち、1916年に摂津酒造（現：宝ホールディングス）に入社した。同社オーナーの阿倍喜兵衛が鳥井と同様に本格的なウイスキー製造を志向していたことから、入社後の1918年から1920年にかけてスコットランドでのウイスキー留学を経験する。しかし、スコットランドから帰国した1920年当時の日本は、第一次世界大戦の戦争特需の終了で景気が低迷しており、摂津酒造にもウイスキー部門への投資を行う余裕はなく、竹鶴は模造ウイスキーづくりに従事することになる。留学の成果が活かせないことに落胆した竹鶴は1922年に同社を退社した。そこに竹鶴を推薦された鳥井が現れ、1923年6月に寿屋への入社が決定した。

### 創業期
| 1946年の山崎蒸溜所の航空写真。画面中心が山崎蒸溜所。国土交通省 国土地理院 地図・空中写真閲覧サービスの空中写真を基に作成 |  | 2020年の山崎蒸溜所周辺の航空写真。画面左上が山崎蒸溜所。右下の川は左から順に桂川、宇治川、木津川。国土交通省 国土地理院 地図・空中写真閲覧サービスの空中写真を基に作成 |
| 1946年の山崎蒸溜所の航空写真。画面中心が山崎蒸溜所。国土交通省 国土地理院 地図・空中写真閲覧サービスの空中写真を基に作成 |  | 2020年の山崎蒸溜所周辺の航空写真。画面左上が山崎蒸溜所。右下の川は左から順に桂川、宇治川、木津川。国土交通省 国土地理院 地図・空中写真閲覧サービスの空中写真を基に作成 |

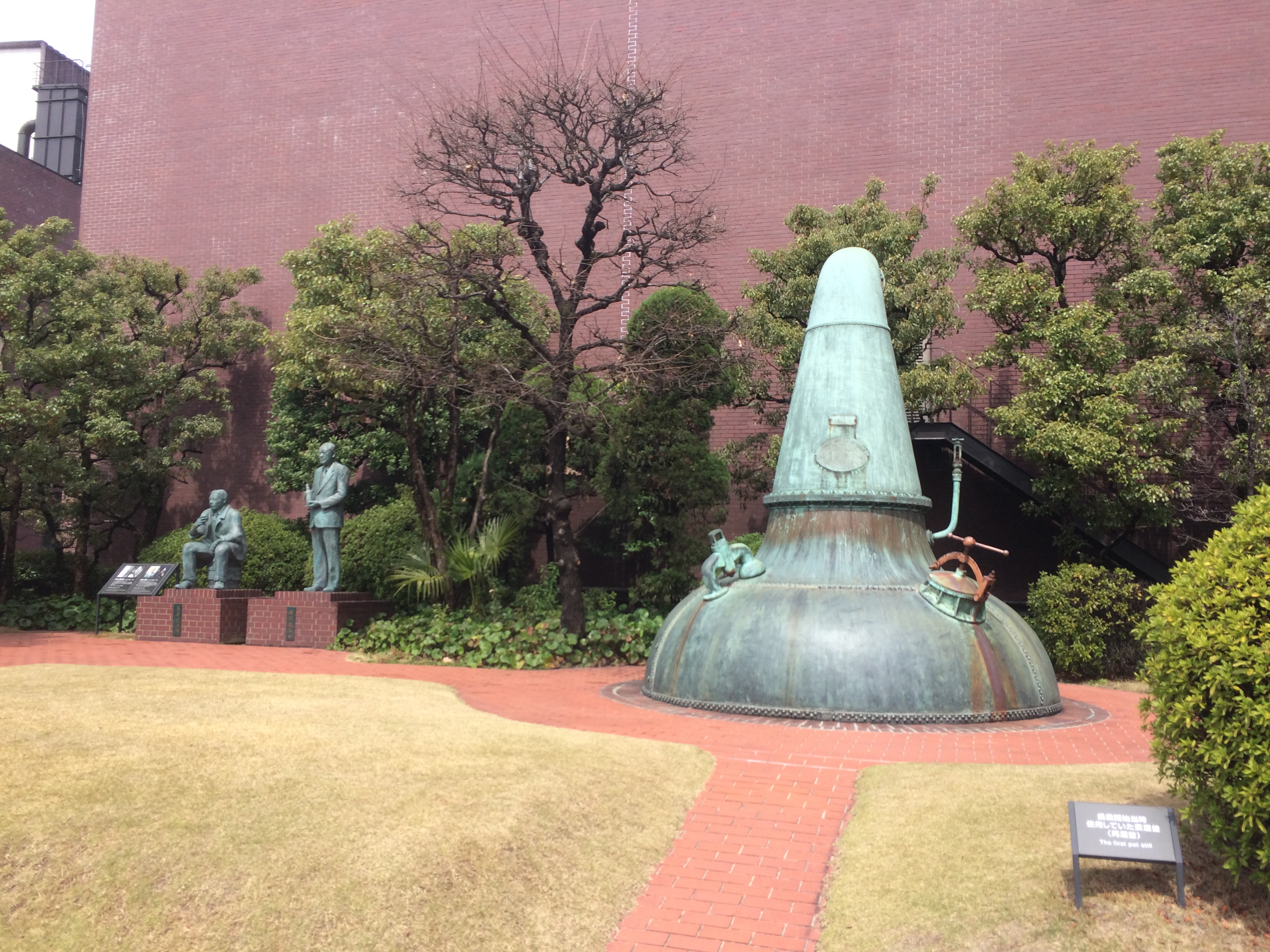
創業当時に稼働していたポットスチル。モニュメントになっている。2017年撮影

蒸留所の設置場所については、地形や気候がスコットランドに似ていることから北海道が理想だとしていた竹鶴と、北海道では輸送などのコストが嵩むため消費地に近い場所、かつ本社の大阪府に近いことが望ましいと考えていた鳥井で意見が分かれたが、最終的に大阪と京都府の県境に位置する山崎の地が建設地として選ばれた。山崎は名水の地として知られており、古くは万葉集で言及されているほか、水無瀬神宮に湧き出る「離宮の水」は名水百選に選ばれており、千利休も待庵という茶室を同地に置いていた。また、蒸留所近郊で桂川、宇治川、木津川という3つの河川が合流していることから、年間を通じて濃霧が立つほど湿潤な気候であり、ウイスキーの製造・熟成に非常に適した環境であった。
1923年10月1日には蒸留所用地を購入し、同月に建設を開始、翌年の1924年11月11日に竣工した。ウイスキーの製造に必要な設備は竹鶴の指揮のもとで揃えられ、一部は海外から輸入したものの、ポットスチルを含む大半の設備は竹鶴ノートをもとに日本で製造されたものだった。ポットスチルはロングモーン蒸留所で使用されているものに似た形のものが2基あり、イギリスから輸入したピートと国産の大麦を使って麦芽を作り、伝統的なスコッチ・ウイスキーとまったく同じ方法でのウイスキーづくりが始まったのである。この頃の山崎はスコットランドのハイランド地方にある典型的な蒸留所のような内装であった。なお、初代ポットスチルはその後1958年まで使用され、取り替えられた後は敷地内にモニュメントとして設置されている。
しかし、ウイスキーの製造は困難を極めると共に、熟成に時間を要することからすぐには販売できず、寿屋の経営を圧迫した。鳥井は費用を捻出するために歯磨き粉「スモカ」などの新商品を精力的に開発した。操業開始から5年が経過した1929年には、日本初の本格国産ウイスキー「サントリーウイスキー」（通称「白札」）が発売されたが、1瓶4.5円という強気の価格設定や、焦げたような味わい（スモーキーフレーバー）が敬遠されたことで商業的に失敗に終わった。1930年に竹鶴は当蒸留所に加え神奈川県横浜市鶴見のビール工場長も兼任することになるが、ステファン・ヴァン・エイケンはこれを「事実上の左遷」であると評価している。1931年には寿屋の資金が尽き、操業休止に追い込まれるが、翌1932年には「スモカ」の製造販売権を売却して資金を捻出し、生産を再開した。
1934年3月、当初の予定通り10年間の契約を満了し、竹鶴が寿屋を退社した。一方で長きにわたる試行錯誤の末、1937年に発売した「角瓶」（12年熟成）がついにヒット商品となった。

### 戦時中
角瓶がヒットを収めた1937年には日中戦争が、1941年には太平洋戦争が勃発した。そんな中、山崎蒸留所は日本軍の指定工場として軍にウイスキーを供給する役割を担ったため、国から優先的に原料供給を受け、戦時中にあっても製造を中止せずに済んだ。むしろこの時期も毎年のように売上を伸ばしており、1930年の時点で17,000リットルだった出荷量が1944年には771,000リットルにまで増加した。戦争末期の1945年になると大阪本社・大阪工場ともに空襲の被害を被り、ウイスキー樽は山中のトンネル内に避難させていたが、蒸留所は幸運にも戦火を免れた。なお、ウイスキーに香木のような独特な香味を付与することで知られるミズナラ樽は、海外産木材の輸入が困難になった戦時中にシェリー樽の代用品として開発されたものであり、熟成にミズナラを用いたのは山崎蒸溜所が初めてであった。

### 戦後
当蒸留所が戦火を免れたことで、寿屋は戦後まもなくからウイスキーの販売を再開することができた。1945年10月にはGHQ向けウイスキーを供給するようになり、一般向けにも1946年4月に「トリスウイスキー」を、1950年には「サントリーオールド」を発売した。1960年代に入ると日本国内ではウイスキーブームが起こり、山崎は生産設備を大幅に拡張した。1958年にはポットスチルを4基へ、1963年には8基へ増設しており、生産能力はかつての8倍まで向上した。1968年にも4基が増設されたことで全12基となり、生産能力が6割向上している。
1987年から1989年にかけては生産設備全体の2/3を更新する大改修を行っており、このときに初めて木製のウォッシュバック（発酵槽）と直火加熱式のポットスチルを導入している。また、並行して酵母の改良も進めており、この頃から様々な種類の原酒を造り分けられるようになった。山崎蒸溜所元工場長の嶋谷幸雄はこれらの改革を「より複雑なブレンディングやヴァッティングを行うことが可能になったため、ウイスキーの品質は格段に向上したと思います」と評価している。2013年には4基が増設されて16基となった。合計4基のうち初留2基と再留1基はほぼ円錐形のストレート型で、山崎の初代ポットスチルの形状を改良したものである。
100周年に合わせ、2024年（令和6年）にかけて敷地内の改修を進めており、フロアモルティングや電気式蒸留器の導入を行う。併せて蒸留所の見学設備もリニューアルし、2023年（令和5年）11月1日にオープンした。

## 名称
プラント建設開始時の名称は山崎工場で、この名称は少なくとも1969年までは使われた（『やってみなはれ サントリー70年史I』(1969年)）。『サントリーウイスキー博物館カタログ』(1979年)では山崎工場、山崎ディスティラリー表記が混在している。ただし、同書の年表での表記は山崎工場のみで、他のプラントが名称変更した旨の表記はあるが、山崎工場が名称を変更したという記述はない。1980年代後半以降、山崎蒸溜所表記が一般的となるが、正式に名称を変更した時期は不明である。

## 製造
山崎蒸溜所の特徴は非常に多彩な原酒を造り分けられる点にある。度重なる改修工事の結果、2024年時点の山崎ではサイズ、形状、加熱方式、冷却方式が異なる8対16基のポットスチルが稼働しており、それらに2種類の糖化槽と発酵槽、複数種類の熟成樽を組み合わせることで、世界的にも類を見ないほど多様な造り分けが可能になっている。その種類は100以上に及ぶ。このような複雑なウイスキーづくりを行うようになった理由について評論家のチャールズ・マクリーンは、日本の蒸留所間に原酒交換の文化がないことを指摘し、単一の蒸留所で複雑なブレンドを行うには必然的に多種多様な原酒を作らざるを得ないからであると述べている。

### 製麦
麦芽のフェノール値は0 – 40 ppmで、40 ppmの麦芽を使った仕込みは年末に行われることが多い。一度の仕込みに4 – 16トンの麦芽を消費する。1924年にウイスキーづくりを始めた当時は国産大麦とイギリス産ピートを使って蒸留所内でモルティングが行われていた。しかし1969年にはフロアモルティングが廃止され、1969年に導入した機械式のモルティングも1972年には廃止、以降はイギリスの専門業者（モルトスター）から麦芽を調達するようになった。創業100周年となる2023年には、1回あたり1.1トンという極小サイズではあるもののフロアモルティングを再開している。
フロアモルティング用の発芽室は1.4トンの大麦を広げられるスペースが2箇所あり、冷涼な気候を再現するために室温は一年を通じて15℃に保たれている。大麦の浸水・断水を繰り返す工程がおよそ2日、発芽室に大麦を広げて発芽を促す工程がおよそ4日である。その後はドイツ製の熱風乾燥機で乾燥させ、除根などの仕上げ工程を経たのち、麦芽としてウイスキーづくりに使用できるようになる。ピートを焚いて乾燥させる設備はない。サントリーのチーフブレンダーである福與伸二はフロアモルティングした麦芽で作った原酒について「非常にリッチでコクのあるスピリッツになっています」と述べている。

### 仕込み・発酵
| マッシュタン。左が容量100,000リットル、右が25,000リットル |  | 木製のウォッシュバック |
| マッシュタン。左が容量100,000リットル、右が25,000リットル |  | 木製のウォッシュバック |

仕込みに使う水は敷地内の井戸から採水しており、水源は天王山を始めとした京都西山である。硬度は90mg/Lであり、硬水を使うことで知られるグレンモーレンジィ蒸留所と同程度である。
マッシュタン（糖化槽）はステンレス製で、容量100,000リットル（17.6トン）と25,000リットル（4.5トン）の合計2基が稼働している。
ウォッシュバック（発酵槽）は1988年まではすべてステンレス製のものだったが、同年の改修で木製のものが導入された。2024年時点では合計20基が稼働しており、その内訳は木製（材木はダグラスファー、容量40,000リットル。温度調節機能はない）が8基、ステンレス製（容量140,000リットル）が6基、ステンレス製（容量80,000リットル）が6基である。ステンレス製のウォッシュバックはすっきりとした風味に、木製のウォッシュバックは複雑で重厚な風味につながる。発酵に使う酵母の多くはサントリー自社製のもので、ウイスキー酵母とビール酵母を併用している。発酵時間は65 – 75時間。

### 蒸留

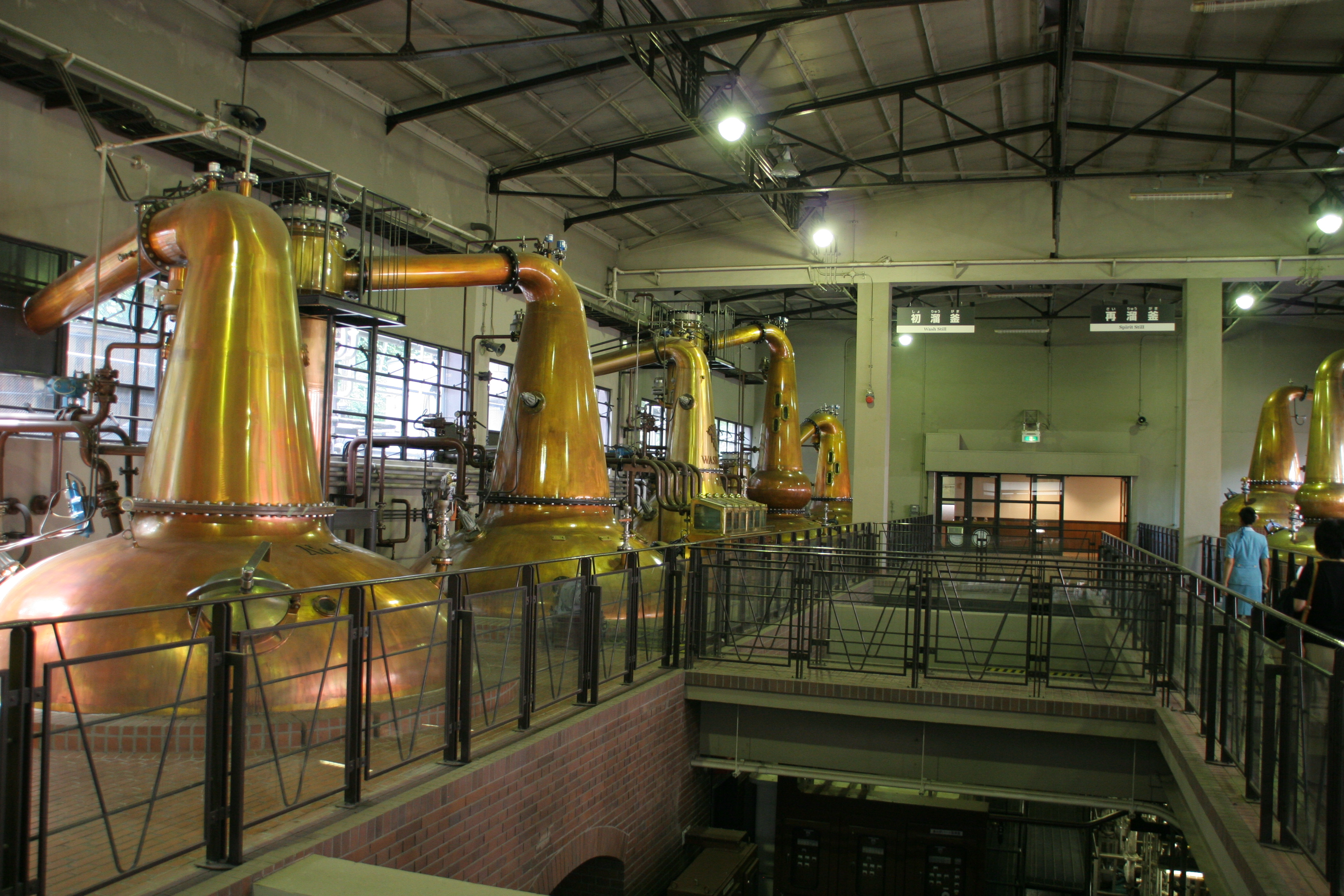
ポットスチル

山崎のポットスチルは初留・再留合わせて全部で16基ある。
初留器は8基あり、容量は15,000リットルで統一されている。内訳はストレート型が6基、バルジ型が2基である。加熱方式はすべてガスによる直火式、冷却方式は6基がシェル&チューブ、2基がワームタブである。蒸留にかかる時間は7 – 8時間。
再留器も8基あり、内訳はストレート型が3基、バルジ型が5基である。容量は8,000 – 10,000リットル。加熱方式と冷却方式はすべて統一されており、蒸気による間接加熱式とシェル&チューブ方式をそれぞれ採用している。蒸留にかかる時間は7 – 8時間。

### 熟成・瓶詰め

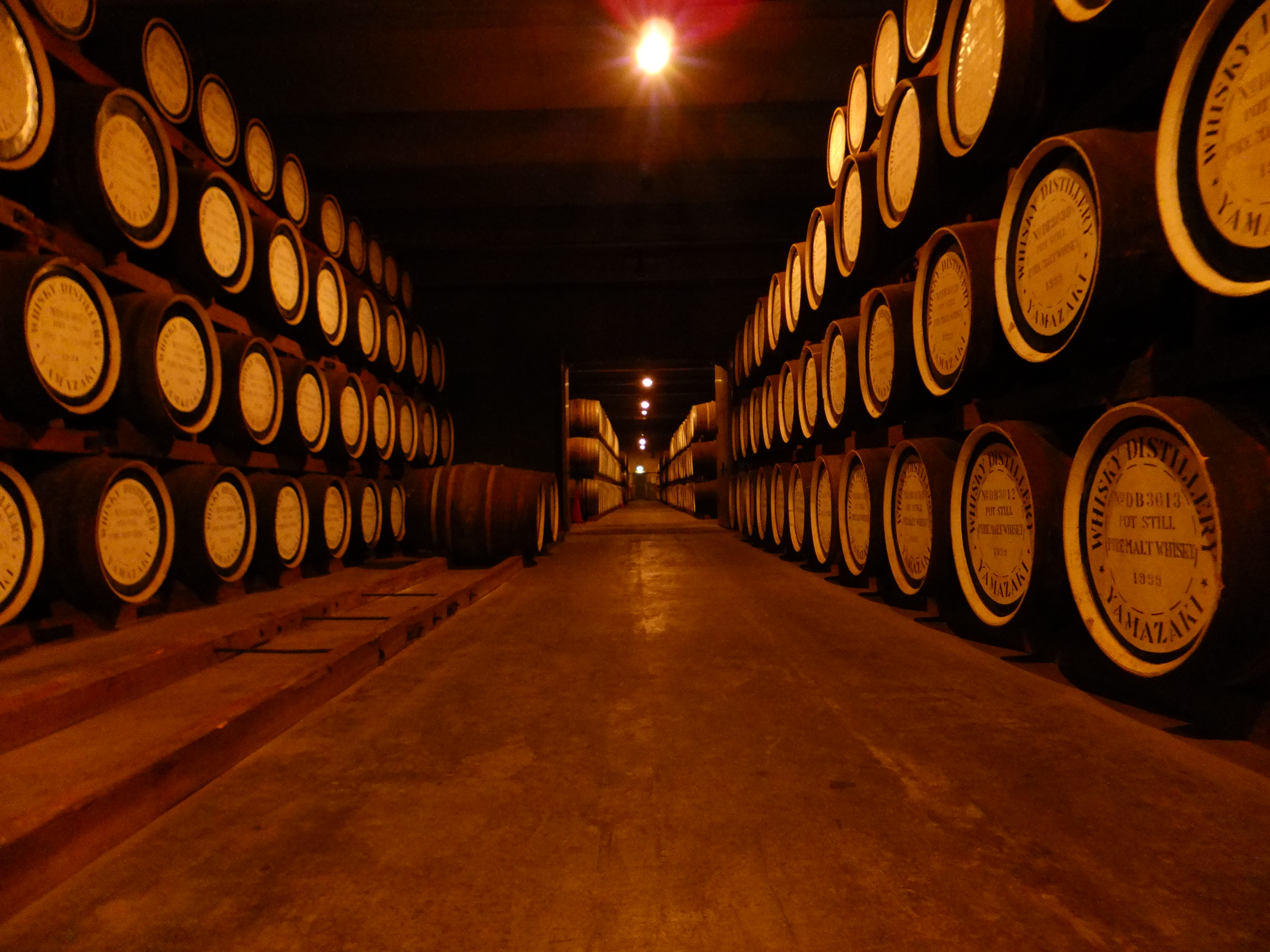
ダンネージ式の熟成庫

樽詰め時のアルコール度数は63.5度未満で、熟成環境によって適切な度数に調整される。山崎の熟成庫はダンネージ式とラック式がどちらもあるが、熟成場所は必ずしも山崎であるわけではなく、白州蒸溜所や滋賀県の近江エージングセラーで熟成させることもある。山崎で熟成されるのは生産量のうち1割程度である。
熟成に用いる樽はシェリー樽、スパニッシュオーク樽、ミズナラ樽などさまざまなものを用いている。かつては山崎にクーパレッジ（製樽所）があったが、1980年代後半に滋賀県の近江クーパレッジへと移設された。
1924年に初めて原酒が詰められた樽はイギリスから輸入されたシェリー樽であり、中身は既に空であるものの2022年現在でも山崎の熟成庫内に保管されている。

### パイロットディスティラリー
山崎蒸溜所内には実験的な製造を行うためのパイロットディスティラリーが存在する。設置は1968年。蒸留所内のワンフロアに設置されており、製造設備が一通り揃っているほか、樽詰め設備やテイスティングルームなども備えている。山崎蒸溜所のブレンダー室長である野口雄志は「設立当時から技術開発や研究開発のための原酒づくりを行ってきたパイロットディスティラリーは、まさにサントリーウイスキーの基幹となる施設です」と述べている。
製造設備はポットスチルが1対2基あり、初留器は直火加熱と電気加熱のハイブリッド式、再留器は間接加熱式、容量は2,300リットルと極小である。糖化槽と発酵槽もポットスチルに合わせたサイズであり、糖化槽は複数方式での仕込みに対応、発酵槽はステンレス製で温度調整が可能なタイプである。

## 製品

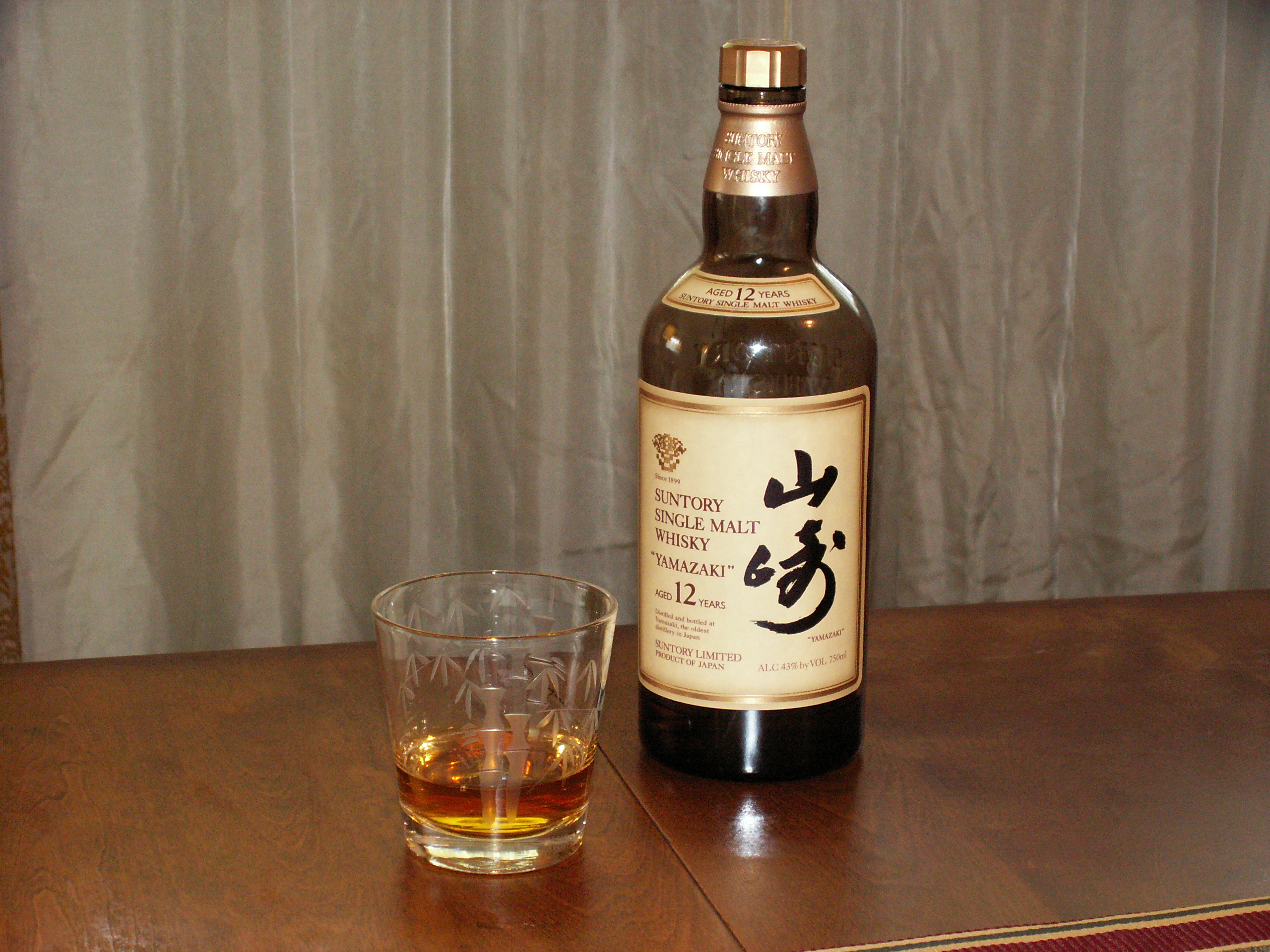
山崎12年のボトル

山崎の原酒はサントリー各種のブレンデッドウイスキーに使われるほか、シングルモルトウイスキーとしてもリリースされている。
山崎蒸溜所稼働から60周年となる1984年3月14日には、初のシングルモルトとなる「ピュアモルト山崎」を発売開始。1992年には「山崎18年」、1998年には「山崎25年」、2012年には「山崎」（ノンエイジ、熟成年数表記なし）をそれぞれ発売している。

### 現行のラインナップ

#### 山崎
2012年に5月29日に発売された製品で、熟成年数表記のないノンエイジ製品である。ハイボールをきっかけにウイスキーを飲み始めた人にとって「飲みやすくて理屈抜きに美味しいもの」を作ろうというコンセプトのもとに開発されており、2012年当時のサントリーチーフブレンダーである福與伸二は、ワイン樽で後熟することによって出てくる甘みを活かしたブレンドになっていると述べている。
評論家の土屋守は山崎ノンエイジを下記のようにテイスティングしている。

#### 山崎12年
稼働から60周年となる1984年3月14日、「ピュアモルト山崎」として初めてリリースされた。リリース当初は年数表記がなかったが、1986年以降は「12年」と記載されるようになる。開発を担当したのは鳥井信治郎の次男・佐治敬三であり、ラベルの「山崎」の文字は佐治敬三自らが揮毫したものである。土屋守は「山崎らしい上品で華のある香りや、しっかりしたボディと熟成感」「多彩な原酒が調和する「バランス」を重視したブレンド」と評している。バーテンダーの谷嶋元宏は「上品でバランスよく飲みやすい。心地よい香りを楽しめる。加水しても崩れないが、できればストレートで。」と評価している。評論家のマイケル・ジャクソンは「軽くシロップのようで、はちみつのフレーバーがして、香水のようで、フィニッシュにクッキーのようなドライさをともなう」と評価している。

#### 山崎18年
1992年に発売。18年以上熟成させたシェリー樽原酒を中心にブレンドされている。評論家のデイヴ・ブルームは本品の風味を「コクがありまろやか」「森の中に深く分け入る旅」と評している。評論家のチャールズ・マクリーンは「熟成を重ねるにつれ、樽材の影響がより強く出るため、若い「山崎」のエステリーな香りに代わって、レーズンやイチゴジャム、アンズや干し柿のような香りが顕著になる」と述べている。

#### 山崎25年
1998年に発売。25年以上熟成させたミズナラ樽、スパニッシュオーク樽、アメリカンオーク樽原酒をブレンドしている。年間数千本の限定商品である。評論家のドミニク・ロスクロウは「しっかりと磨き込まれた埃っぽくて古いオフィスのようなウイスキー」「オークとスパイスのバランスが秀逸」と評している。

### 主な限定品

#### 山崎50年
2005年に初めて数量限定で発売され、その後も2007年、2011年に発売されている。3回のリリースいずれも定価は100万円。自家製麦した国産大麦を日本初のポットスチルで蒸留しミズナラ樽で熟成させた原酒を使用しており、栗林幸吉は「香木の伽羅香とビターチョコとウッディの深い余韻が楽しめる」と評している。その希少性からオークション市場では高値がついており、2016年には850万円、2018年には香港で行われたサザビーズのオークションで29万8879ドル（当時のレートで約3,270万円）で落札されている。これはジャパニーズ・ウイスキーの落札額としては当時の史上最高額であった。

#### 山崎55年
2020年に100本限定で発売。全数が抽選販売で、定価は300万円。1964年蒸留のホワイトオーク樽原酒や1960年蒸留のミズナラ樽原酒などで構成されている。山崎50年と同様に希少性が高く、2020年に香港のオークションでおよそ8,500万円で落札されたほか、2022年にはニューヨークのオークションで60万ドル（当時のレートで約8,100万円）で落札されている。

### 使用されているブレンデッドウイスキー
- 響[82]
- サントリー角瓶[83]
- 碧：日本の山崎、白州、スコットランドのアードモア、グレンギリー（英語版）、アイルランドのクーリー、カナダのアルバータ、アメリカのジムビームをブレンドしている[84][85]。

## 評価

### 風味
評論家のデイヴ・ブルームは山崎に共通する特徴として「舌の中央にウイスキーを少量溜めたとき、決まってフルーツ香が現れる」と評している。評論家のチャールズ・マクリーンは山崎のオフィシャルボトルについて「フルーティな甘みが特徴」と評している。

### 受賞歴
出典はすべてサントリーの製品公式HPによる。
| 年     | 競技会 | 商品名                    | 賞                                                |
| ------ | ------ | ------------------------- | ------------------------------------------------- |
| 2003年 | ISC    | 山崎12年                  | 金賞                                              |
| 2007年 | ISC    | 山崎12年                  | 金賞                                              |
| 2009年 | SWSC   | 山崎12年                  | 最優秀金賞                                        |
|        | SWSC   | 山崎18年                  | 最優秀金賞                                        |
| 2010年 | ISC    | 山崎12年                  | 金賞                                              |
|        | ISC    | 山崎1984年                | シュプリーム チャンピオン スピリット 全部門最高賞 |
|        | SWSC   | 山崎12年                  | 金賞                                              |
|        | SWSC   | 山崎18年                  | 最優秀金賞                                        |
|        | SWSC   | 山崎1984年                | 最優秀金賞                                        |
| 2011年 | SWSC   | 山崎18年                  | 最優秀金賞                                        |
| 2012年 | ISC    | 山崎18年                  | トロフィー 最高賞                                 |
|        | WWA    | 山崎25年                  | ワールドベストシングルモルトウイスキー            |
|        | SWSC   | 山崎18年                  | 最優秀金賞                                        |
| 2013年 | ISC    | 山崎18年                  | 金賞                                              |
|        | SWSC   | 山崎12年                  | 最優秀金賞                                        |
|        | SWSC   | 山崎18年                  | 最優秀金賞                                        |
| 2014年 | ISC    | 山崎18年                  | 金賞                                              |
| 2015年 | SWSC   | 山崎18年                  | 最優秀金賞                                        |
|        | SWSC   | 山崎25年                  | ベストアザーウイスキー賞,最優秀金賞               |
| 2017年 | ISC    | 山崎ミズナラ2014          | 金賞                                              |
|        | ISC    | 山崎 LIMITED EDITION 2016 | 金賞                                              |
| 2018年 | ISC    | 山崎12年                  | 金賞                                              |
|        | ISC    | 山崎18年                  | 金賞                                              |
| 2019年 | ISC    | 山崎18年                  | ダブルゴールド                                    |
| 2023年 | ISC    | 山崎25年                  | シュプリーム チャンピオン スピリット 全部門最高賞 |

## 見学
山崎の創設から100周年となる2023年、施設のリニューアルを行うために同年5月から見学を休止し、同年11月1日にリニューアルオープンをした。リニューアル後はこれまでから見学内容を刷新し、「ものづくりツアー」と「ものづくりツアー プレステージ」という2種類の有料見学ツアーを設置している。通常のものづくりツアーでは蒸留所見学ののちに「シングルモルト山崎」の構成原酒などのテイスティングができ、プレステージでは通常では立ち入れないエリアを見学することができる。